# Serieåret 1913

## Händelser

### Okänt datum

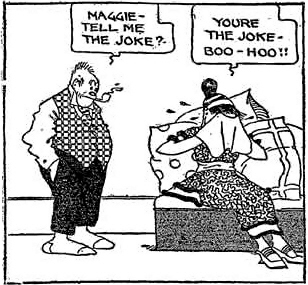
Gyllenbom

- George McManus skapar serien Bringing Up Father, känd som Gyllenbom på svenska.[1]

## Födda
- 15 februari - Willy Vandersteen (död 1990), belgisk serietecknare.
- 3 mars - Manuel Gonzales (död 1993), amerikansk serietecknare.
- 19 maj - Pete Costanza (död 1084), amerikansk serietecknare och illustratör.
- 25 april - Victor Weisz (död 1966), tysk-brittisk politisk tecknare.
- 25 maj - Carl Wessler (död 1989), amerikansk serieskapare och animatör.
- 25 augusti - Walt Kelly (död 1973), amerikansk serieskapare, mest känd för serien Pogo.
- 3 oktober - Fred Guardineer (död 2002), amerikansk serieskapare och illustratör.
- 11 oktober - Joe Simon (död 2011), amerikansk serieskapare.
- 18 december - Alfred Bester (död 1987), amerikansk författare som skrev manus till bl.a. Stålmannen.